# Rio Sertão
Rio Sertão är ett vattendrag i Brasilien. Det ligger i den södra delen av landet, 1 600 km söder om huvudstaden Brasília.